# Evelyn Mase
Evelyn Mase (Transkei, 18 de mayo de 1922-30 de abril de 2004) fue una enfermera sudafricana, primera esposa del activista anti-apartheid y futuro político Nelson Mandela, con quien estuvo casada desde 1944 hasta 1958. Fue la madre de cuatro de los hijos de Mandela, incluyendo Makgatho Mandela y Makaziwe Mandela.
Conoció a Mandela a través de su primo Walter Sisulu y su mujer Albertina. Mandela y Evelyn se casaron en el tribunal del Comisario Nativo, y la familia con sus cuatro hijos vivió en Soweto. Su relación se deterioró cuando Mandela se implicó en política en el Congreso Nacional africano. Evelyn evitó la política, se convirtió en testigo de Jehová, acusando a Mandela de adulterio. El matrimonio se divorció en 1958, y Mandela  se casó con Winnie ese mismo año. Evelyn se llevó a los hijos, se mudó a Cofimvaba y abrió una tienda de comestibles. Evelyn fue contactada por la prensa sudafricana cuándo Mandela fue liberado. En 1998 Evelyn se casó con un empresario de Sowetan, Simon Rakeepile. Evelyn falleció en el 2004, y su funeral atrajo atención internacional, siendo atendido por Mandela, Winnie, y la tercera mujer de Mandela, Graça Machel.

## Infancia y juventud
Evelyn era una Xhosa procedente de Transkei hija de un minero. Su padre murió cuando Evelyn era una niña, y su madre quedó viuda con seis hijos. Tres de estos hermanos murieron durante la infancia, mientras que la madre de Evelyn murió cuando ella tenía 12 años, dejando a Evelyn y a su hermana Kate al cuidado de su hermano mayor, Sam Mase. Cristiano devoto, Sam tuvo una gran amistad con su primo, Walter Sisulu, con quien fue a la escuela. En 1928, Sisulu se mudó a Soweto, Johannesburgo, obteniendo una casa en el municipio de Orlando Este, donde más tarde Sam se muda. Al politizarse, Sam animó a Sisulu a leer literatura de izquierda y unirse al ANC. En 1939, Evelyn se unió a su hermano y primo, para capacitarse como enfermera en el hospital no europeo de la ciudad en Hillbrow, cumpliendo los deseos de su difunta madre. Allí, se hizo amiga de la novia de Walter, Albertina, a quien conoció en 1941, y con quien Walter se casaría en 1944.

## Matrimonio y vida con Mandela
Cuando Walter y Albertina se mudaron a una casa más grande en 7372 Orlando West, le dieron su vieja casa a Sam. Evelyn y Sam visitban asiduamente a los Sisulus en su nueva casa, donde conocieron a Nelson Mandela. Más tarde Evelyn le comentaría a Fatima Meer que "creo que lo amo desde la primera vez que lo vi", y la pareja comenzó a salir después de unos días. Al cabo de varios meses, Mandela le propuso matrimonio, para beneplácito de Sam y los Sisulus. La boda tuvo lugar el 5 de octubre de 1944 ante el Tribunal del Comisionado Nativo de Johannesburgo; no podían permitirse una fiesta de bodas, sin elementos tradicionales de Xhosa en la ceremonia.
| "La casa en sí misma era idéntica a cientos de otras construidas en parcelas del tamaño de estampillas en caminos de tierra. Tenía el mismo techo de lata estándar, el mismo piso de cemento, una cocina estrecha y un inodoro de cubo en la parte posterior ... Era lo opuesto a lo grandioso, pero fue mi primer verdadero hogar y me sentí muy orgulloso. Un hombre no es un hombre hasta que no tenga una casa propia ". —— Mandela, el 8115 de Orlando West. |

La pareja de recién casados tenía poco dinero. Se mudaron a una habitación en la casa de la hermana de Evelyn, Kate, donde vivieron junto a su esposo Mgudlwa (un empleado de City Deep Mines) y dos niños. No pagaron el alquiler, pero compartieron el dinero que tenían. Posteriormente, alegaría que su relación en estos primeros años fue feliz y comentó que "Todos los que conocíamos dijeron que formamos una muy buena pareja".
Ella quedó embarazada, y el 23 de febrero de 1945, en el asilo de ancianos Bertram, dio a luz a un hijo, Thembekile. Necesitados de más espacio, la pareja se mudó a una casa de dos habitaciones en 719 Orlando East durante varios meses antes de mudarse a 8115 Orlando West hacia principios de 1947, donde pagaron 17 centavos de alquiler. La madre de Nelson vino a quedarse y se llevó bien con Evelyn.
Fue durante este período que Mandela se interesó cada vez más en el activismo político, adoptando una ideología nacionalista africana. La hermana de Mandela Leabie puntualizó que Evelyn "no quería oír hablar de política."
Evelyn se convirtió en testigo de Jehová y se separó de Mandela en 1955 según cuenta su esposo en su autobiografía, "Long Walk to Freedom", debido a un conflicto irreconciliable entre la política y la religión. "No podía renunciar a mi vida en la lucha, y no podía vivir con mi devoción por algo más que ella y su familia", escribió. "Nunca perdí mi admiración por ella, pero al final no pudimos hacer que nuestro matrimonio funcionara"

## Últimos años
Evelyn se mudó a Cofimvaba, en el este del Cabo, donde abrió una tienda y colocó un aviso en la puerta pidiéndo a los medios que la dejaran en paz. Un reportero, Fred Bridgland, logró obtener una entrevista, en la que discutió las propuestas que rodeaban la liberación de Mandela de la prisión. Ella estaba enojada con la situación, creyendo que estaba siendo tratada como la segunda venida de Cristo y proclamando "¿Cómo puede un hombre que ha cometido adulterio y ha dejado a su esposa e hijos ser Cristo? Todo el mundo adora a Nelson demasiado. Solo es un hombre."
Evelyn pasó la mayor parte de sus últimos años trabajando como misionera de los testigos de Jehová. Mantuvo el nombre de Mandela, pero a finales de la década de 1990 se casó con el empresario retirado de Soweto, Simon Rakeepile.
Murió el 30 de abril de 2004. Mandela asistió al funeral junto con su segunda y tercera esposas.